# Liste der Baudenkmäler in Großaitingen
Auf dieser Seite sind die Baudenkmäler in der schwäbischen Gemeinde Großaitingen zusammengestellt. Diese Tabelle ist eine Teilliste der Liste der Baudenkmäler in Bayern. Grundlage ist die Bayerische Denkmalliste, die auf Basis des Bayerischen Denkmalschutzgesetzes vom 1. Oktober 1973 erstmals erstellt wurde und seither durch das Bayerische Landesamt für Denkmalpflege geführt wird. Die folgenden Angaben ersetzen nicht die rechtsverbindliche Auskunft der Denkmalschutzbehörde.

## Baudenkmäler nach Ortsteilen

### Großaitingen
| Lage                                                                    | Objekt                                                                   | Beschreibung | Akten-Nr.              | Bild                                                                     |
| ----------------------------------------------------------------------- | ------------------------------------------------------------------------ | --- | ---------------------- | ------------------------------------------------------------------------ |
| Am Alten Markt 1 (Standort)                                             | Katholische Pfarrkirche St. Nikolaus                                     | Saalbau mit abgeschrägten Ecken, eingezogenem, pilastergegliedertem Chor und südlichem Satteldachturm, Turmuntergeschoss und südliche Langhauswand um 1200, im 14. und 15. Jahrhundert erhöht, Chor und Sakristei 1699–1700 von Matthias Stiller, Langhauserweiterung 1750 von Franz Xaver Kleinhans; mit Ausstattung; Friedhofsmauer, Backstein. | D-7-72-151-1 Wikidata  | weitere Bilder                                                           |
| Am Alten Markt 2, 2 a (Standort)                                        | Altes Schulhaus                                                          | Zweigeschossiger Zweiflügelbau mit Walmdach, Rundbogentor zum Friedhof und Putzgliederungen, 2. Hälfte 18. Jahrhundert. | D-7-72-151-2 Wikidata  | Altes Schulhaus                                                          |
| Am Hang Am Wiesherrgottle (bei Nr. 6) (Standort)                        | Bildstockkapelle                                                         | Rechteckiger Satteldachbau über gekröpftem Sockel mit Pilastergliederung, bez. 1756; mit Ausstattung. | D-7-72-151-3 Wikidata  | Bildstockkapelle                                                         |
| Augsburger Straße 1 (Standort)                                          | Ehem. Amtshaus der Ortspropstei, später Pfarrhaus                        | Zweigeschossiger Satteldachbau, im Kern wohl 17. Jahrhundert, um 1831 verändert; Einfriedung; südlich anschließend. | D-7-72-151-4 Wikidata  | Ehem. Amtshaus der Ortspropstei, später Pfarrhaus                        |
| Augsburger Straße 2 (Standort)                                          | Ehemaliger Zehentstadel, jetzt evangelisch-lutherische Bonhoeffer-Kirche | Satteldachbau mit zwei stichbogigen Öffnungen, 1650, Umgestaltung zur Kirche 1988. | D-7-72-151-5 Wikidata  | Ehemaliger Zehentstadel, jetzt evangelisch-lutherische Bonhoeffer-Kirche |
| Nähe Bahnhofstraße (Standort)                                           | Katholische Kapelle St. Ottilia                                          | Satteldachbau mit dreiseitigem Schluss und pilastergegliederter Eingangsfront, 1710; mit Ausstattung. | D-7-72-151-7 Wikidata  | Katholische Kapelle St. Ottilia                                          |
| Lindauer Straße 1, 1 a (Standort)                                       | Hofstelle und Gasthaus                                                   | stattliche Anlage des späten 15. Jahrhunderts bis zum Ende des 18. Jahrhunderts, aus mehreren Bauteilen mit einheitlicher klassizisierender Fassadengliederung, letztes Viertel 18. Jahrhundert: zweigeschossiger, giebelständiger Hauptbau mit steilem Satteldach, im Kern um 1497 (dendro.dat.), südlich anschließender langgestreckte, traufständiger Seitentrakt mit geschweiftem Giebel und östlich Einfahrtstor und Fußgängerpforte, 1717 errichtet (dendro.dat.), westlicher Anbau um 1779 (dendro.dat.). | D-7-72-151-10 Wikidata | weitere Bilder                                                           |
| Lindauer Straße 7 (Standort)                                            | Gasthaus zum Grünen Kranz                                                | zweigeschossiger Satteldachbau mit Wohn- und ehemaligen Brauhausteil, Giebelgesimsen, Putzgliederung und schmiedeeisernem Ausleger, bezeichnet 1650, äußere Erscheinung Ende 18. Jahrhundert. | D-7-72-151-11 Wikidata | Gasthaus zum Grünen Kranz                                                |
| Reinhartshofer Straße 60, 60 a (Standort)                               | Bauernhaus                                                               | Wohnstallhaus, zweigeschossiger Satteldachbau mit profilierten Giebelgesimsen, Anfang 18. Jahrhundert | D-7-72-151-23 Wikidata | Bauernhaus                                                               |
| Wertachstraße 2 Tiroler Weg 1 (Standort)                                | Katholische Kapelle St. Sebastian                                        | querrechteckiger Zentralbau mit abgeschrägten Ecken, eingezogenem Chor und östlichem Dachreiter mit Zwiebelhaube, Teile des Chores 1628, sonst Neubau von Benedikt Ettl, 1739/40; mit Ausstattung; Friedhofsmauer. | D-7-72-151-15 Wikidata | weitere Bilder                                                           |
| Nähe Wertach an der Wertachbrücke (Standort)                            | Steinfigur                                                               | hl. Johann Nepomuk, Sandstein, Mitte 18. Jahrhundert. | D-7-72-151-16 Wikidata | Steinfigur                                                               |
| südlich des Ortes an der Straße nach Schwabmünchen (St 2035) (Standort) | Katholische Feldkapelle Sankt Leonhard                                   | Satteldachbau mit dreiseitigem Schluss und Dachreiter mit Zwiebelhaube, spätgotisch, 1676 erneuert; mit Ausstattung. | D-7-72-151-17 Wikidata | Katholische Feldkapelle Sankt Leonhard                                   |

### Hardt
| Lage                           | Objekt             | Beschreibung | Akten-Nr.              | Bild           |
| ------------------------------ | ------------------ | --- | ---------------------- | -------------- |
| Lerchenfeldstraße 3 (Standort) | Ehemaliges Schloss | zweigeschossiger Satteldachbau mit Dachreiter, wohl um 1760 unter Einbezug älterer Teile erbaut, nach Brand 1946 erneuert; ehemaliges Amtshaus, zweigeschossiger Bau mit Mansardgiebeldach, wohl um 1760 erbaut, Anbau des 19. Jahrhunderts; Wirtschaftsgebäude, Walm- bzw. Satteldachbauten, 18./19. Jahrhundert; Einfriedungsmauer mit Türmen, wohl 16. Jahrhundert. | D-7-72-151-18 Wikidata | weitere Bilder |

### Reinhartshofen
| Lage                                                                             | Objekt                               | Beschreibung | Akten-Nr.              | Bild                                 |
| -------------------------------------------------------------------------------- | ------------------------------------ | --- | ---------------------- | ------------------------------------ |
| Weihertalstraße 5 (Standort)                                                     | Katholische Filialkirche St. Jakobus | Saalbau mit eingezogenem Chor und östlichem Turm mit Pyramidendach, Chor und Turm wohl 1669, Langhaus im Kern spätgotisch; mit Ausstattung. | D-7-72-151-19 Wikidata | Katholische Filialkirche St. Jakobus |
| Bei der Klause (südwestlich des Ortes) (Standort)                                | Waldkapelle St. Justina              | Rechteckbau mit Satteldach und Dachreiter, 19. Jahrhundert, 1935 erneuert; mit Ausstattung.                                                 | D-7-72-151-20 Wikidata | weitere Bilder                       |
| Vorderer Zirken (im Wald, an der Straße zwischen Birkach und Münster) (Standort) | Waldkapelle Vierzehn Nothelfer       | Rechteckbau mit Satteldach und stichbogiger Öffnung, 1764; mit Ausstattung.                                                                 | D-7-72-151-21 Wikidata | Waldkapelle Vierzehn Nothelfer       |